# Spiloloma lunilinea
Spiloloma lunilinea är en fjärilsart som beskrevs av Augustus Radcliffe Grote 1873. Spiloloma lunilinea ingår i släktet Spiloloma och familjen nattflyn. Inga underarter finns listade i Catalogue of Life.